# Cylisticus anophthalmus
Cylisticus anophthalmus är en kräftdjursart som beskrevs av Filippo Silvestri 1897. Cylisticus anophthalmus ingår i släktet Cylisticus och familjen Cylisticidae. Inga underarter finns listade i Catalogue of Life.